# Saint-Romain-en-Viennois
Saint-Romain-en-Viennois település Franciaországban, Vaucluse megyében. Lakosainak száma 860 fő (2022. január 1.). Saint-Romain-en-Viennois Entrechaux, Faucon, Puyméras, Saint-Marcellin-lès-Vaison, Vaison-la-Romaine és Villedieu községekkel határos.

## Népesség
A település népessége az elmúlt években az alábbi módon változott:
| Lakosok száma | 873  | 832  | 831  | 802  | 788  | 783  | 808  | 834  | 860  |
|               | 2013 | 2015 | 2016 | 2017 | 2018 | 2019 | 2020 | 2021 | 2022 |